# جمینای ۷

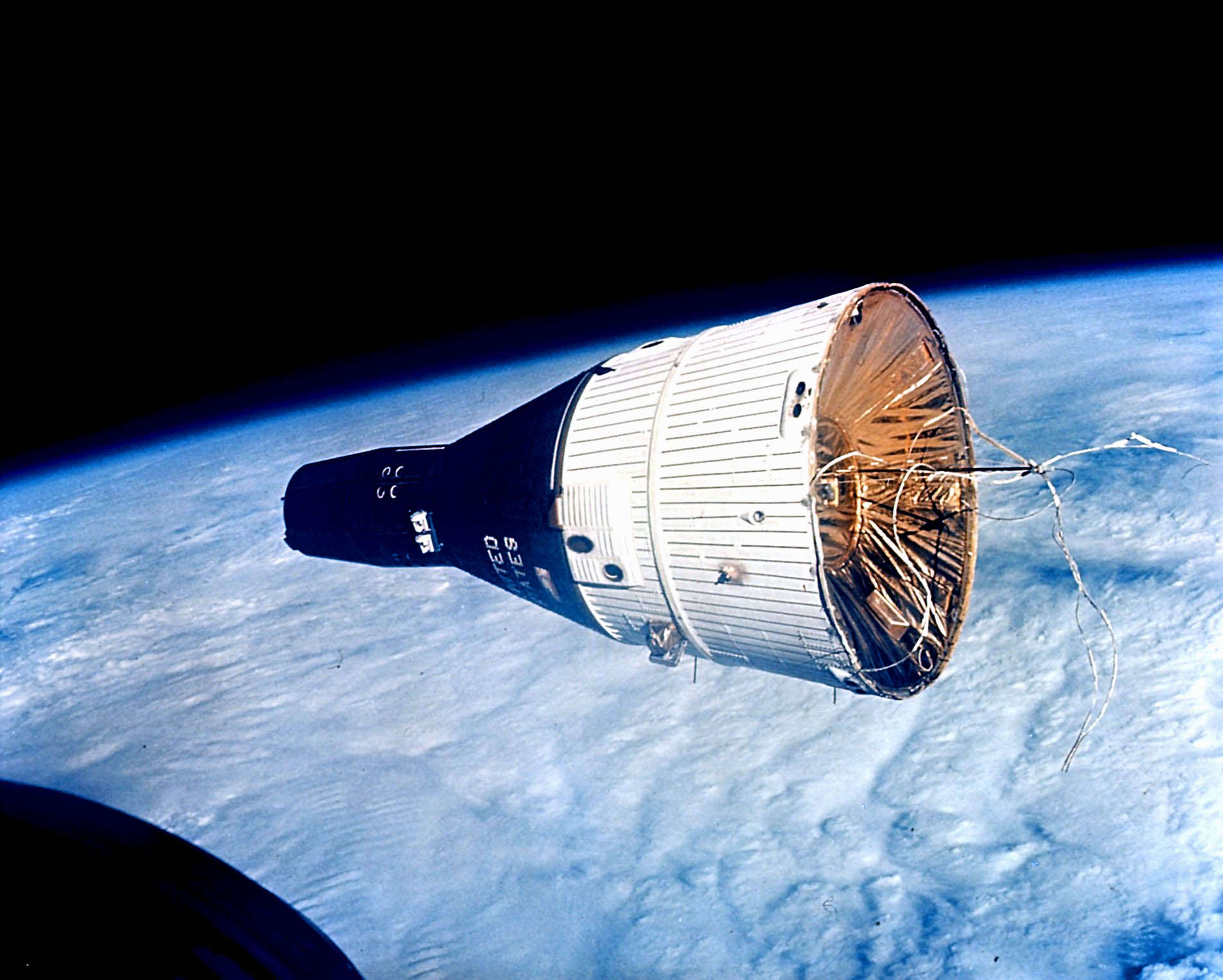
فضاپیمای جمینای در مدار

جمینای ۷ (به انگلیسی: Gemini 7) یکی از پروژه‌های فضایی ناسا بود.
این مأموریت ناسا در سال ۱۹۶۵ بوقوع پیوست، و دو فضانورد داشت.